# Refeeding-Syndrom
Unter dem Begriff Refeeding-Syndrom (RFS) fasst man eine Gruppe teils lebensbedrohlicher Symptome zusammen, die durch rasche Zufuhr normaler Nahrungsmengen nach langer Zeit der Unterernährung hervorgerufen werden können.

## Medizingeschichte
Im 1. Jahrhundert n. Chr. dokumentierte der römisch-jüdische Historiker Flavius Josephus den Hungertod jüdischer Häftlinge in römischer Gefangenschaft. Einige der Gefangenen konnten der römischen Besatzungsmacht entfliehen. Wieder in Freiheit gelangt, überaßen sie sich und verstarben kurze Zeit später. Der Historiker beschrieb, dass vor allem jene verstarben, die sich den Bauch vollschlugen. Jene aber, die ihren Appetit zügelten, entkamen dem Tod.
Erstmals genauer medizinisch beschrieben wurde dieses Phänomen bei der Befreiung aus japanischer Kriegsgefangenschaft und der Befreiung nationalsozialistischer Konzentrationslager im Zweiten Weltkrieg. Es spielt aber auch heutzutage beispielsweise bei der Behandlung der Anorexia nervosa eine wichtige Rolle.

## Pathophysiologie
Bedingt durch die Mangelversorgung des Organismus mit Glukose, dem wichtigsten Energieträger, beginnt der Körper in Zeiten der Unterernährung, seinen Energiebedarf größtenteils mittels Fettverbrennung (Lipolyse) zu decken. Damit verbunden ist ein Anstieg der freien Fettsäuren im Blut, aber auch eine Abnahme der Glukose- und Insulinkonzentration.
Verfügt der Organismus nach dieser Umstellung plötzlich wieder über genügend Glukose, reagiert er mit der Einstellung der Lipolyse und einer erhöhten Insulinausschüttung, um die im Blut befindliche Glukose in die Zellen zu befördern. Damit verbunden ist auch ein Anstieg der Kalium-, Magnesium- und Phosphatkonzentration intrazellulär mit einem entsprechenden Abfall der Konzentrationen außerhalb der Zellen (und im Blut). Bedingt durch das so entstandene Ungleichgewicht der intra- und extrazellulären Elektrolytkonzentrationen kommt es zu den beschriebenen Symptomen.

## Symptomatik
In der Regel manifestieren sich die klinischen Symptome des Refeeding-Syndroms innerhalb der ersten vier Tage nach Wiederaufnahme einer physiologischen Ernährung. Die klassischen Zeichen sind Wassereinlagerungen im Gewebe (Ödeme), akutes Herzversagen und ein akuter Vitamin-B-1-Mangel. Bedingt durch die Tatsache, dass die unterschiedlichen Elektrolytkonzentrationen intra- und extrazellulär insbesondere zur Aufrechterhaltung des Ruhepotentials der Nervenzellen benötigt werden, kommt es häufig zu neurologischen Ausfallerscheinungen. Eine häufig resultierende Hypophosphatämie kann zu Muskelschwäche, Dyspnoe, Diplopie, Krampfanfällen und Koma führen. Weitere Symptome können eine durch eine Hypomagnesiämie hervorgerufene Arrhythmie, Ataxie, Krämpfe und Zittern sein. Eine Hypokaliämie kann eine arterielle Hypotension, einen Herzstillstand, eine Verstopfung (Obstipation) und einen Atemstillstand hervorrufen. Ein Zerfall von roten Blutkörperchen (Hämolyse), Thrombozyten- und Leukozytenfunktionsstörungen können als weitere Symptomatik auftreten.

## Prophylaxe und Behandlung
Weil ein unbemerktes RFS in der Regel zum Tod führt, ist neben der Vermeidung durch schrittweise und nicht plötzliche physiologische Nahrungsaufnahme (empfohlen wird eine anfängliche Ernährung mit ca. 15 kcal pro kg Körpergewicht und Tag, wobei bis zur metabolischen Stabilisierung des Patienten die Zufuhr von Nahrungsenergie in den ersten zehn Tagen nur langsam erhöht werden soll) auch eine engmaschige Kontrolle der Elektrolyte im Blut erforderlich. Fehlende Elektrolyte sollten substituiert werden, auch eine Gabe von Vitamin B1 (Thiamin) kann erforderlich sein. Besondere Vorsicht ist zudem bei der intravenösen Gabe von Glukose geboten, die das Risiko oder die Schwere eines RFS steigern können. Hohes Alter, Multimorbidität und initial niedrige Elektrolytkonzentrationen im Blut (Hypophosphatämie, Hypomagnesiämie, Hypokaliämie) sind Risikofaktoren für das Auftreten eines RFS, die initial identifiziert werden können und zu einem adäquaten klinischen Management beitragen.